# Beatring

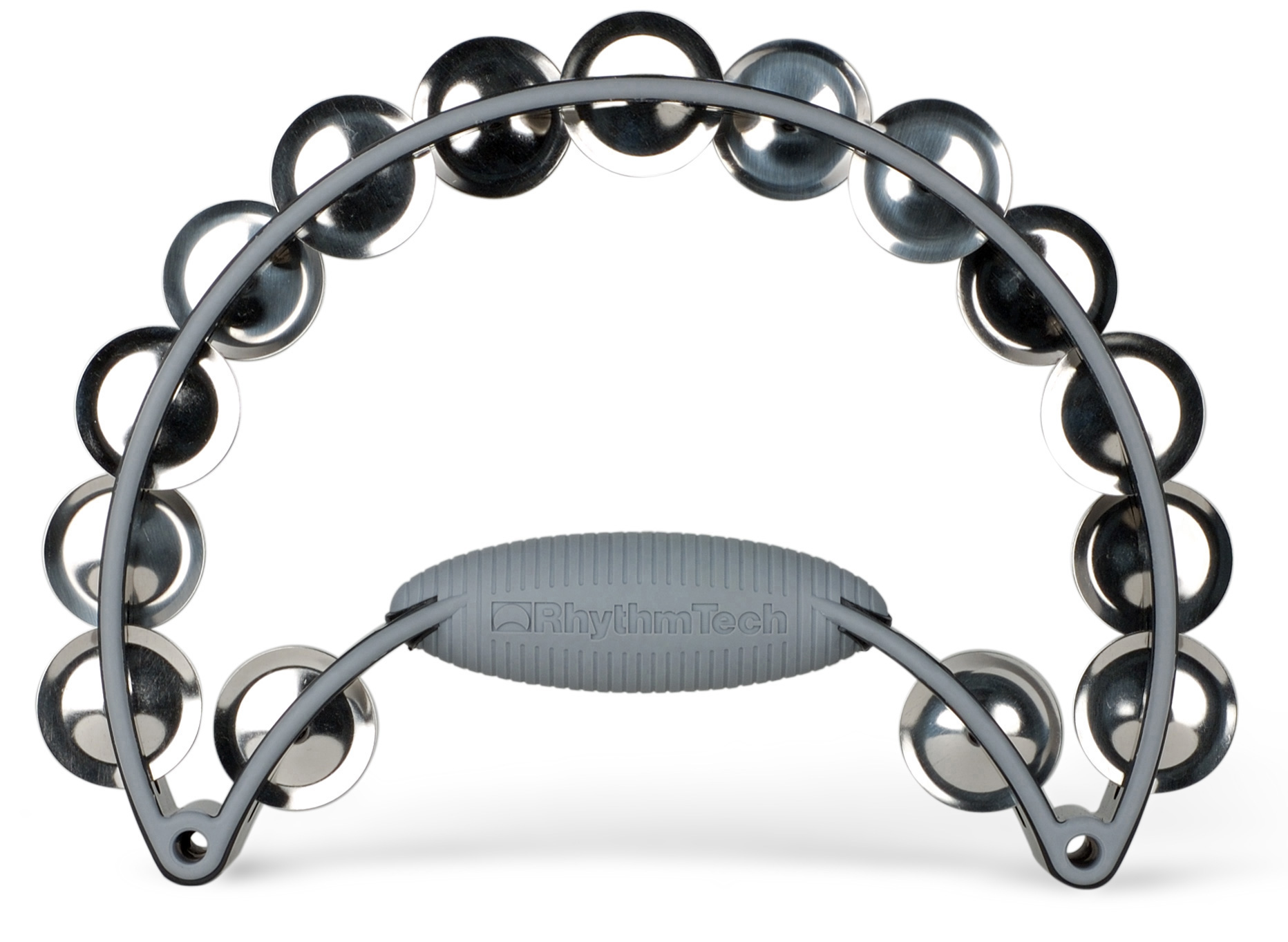
Beatring

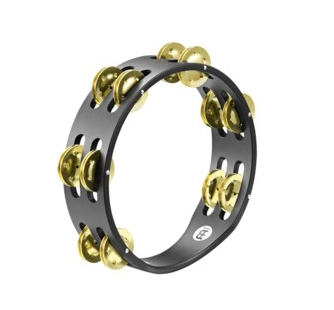
Cirkelvormige variant

Een beatring is een muziekinstrument dat bestaat uit schelringen in een lijsttrommel zonder dat deze bespannen is met een vel. De schelringen produceren het geluid, waarmee de beatring behoort tot de idiofonen.
Het instrument wordt doorgaans bespeeld met de hand. Bij een drumstel of percussieset wordt de beatring vaak op een statief gezet, zodat deze met mallets (trommelstokken) bespeeld kan worden.
In de volksmond wordt de beatring vaak aangeduid met tamboerijn. Een tamboerijn is echter bespannen met een vel, en is dus een membranofoon.